# جمعیت محاسبه‌کنندگان قانونی عرب

لوگو جمعیت محاسبه‌کنندگان قانونی عرب

جمعیت محاسبه‌کنندگان قانونی عرب (عربی: المجمع العربي للمحاسبين القانونيين) جمعیت محاسبه‌کنندگان قانونی عرب عبارت است از یک جمعیت غیرانتفاعی با هدف بالا بردن علم محاسبه و اداره و موضوعات دیگر مورد علاقه دولت‌های عضو در چارچوب قوانین دولت‌های عضو در اتحادیه کشورهای عرب و در کادر حمایت از استقلال عمل محاسبه‌کنندگان و تضمین حمایت از آن‌ها و آموزش عملی معیارهای شغلی به عنوان وسیله‌ای برای ارتقای دو شغل محاسب و تدقیق.
جمعیت محاسبه‌کنندگان قانونی عرب در سال ۱۹۸۴ توسط تعدادی از رهبران عرب به عنوان یک هیئت شغلی تأسیس کردند که در حال حاضر ریاست آن بر عهده طلال ابو غزاله رئیس مؤسسه طلال ابو غزاله و شرکاء می‌باشد.

## گواهینامه
جمعیت محاسبه‌کنندگان قانونی عرب نقش مهمی در پیشرفت اداری در کشورهای عربی از خلال طرح و برنامه محاسب عربی مورد اعتماد با کمک دانشگاه کمبریج بازی کرده‌است. این جمعیت توانسته‌است مجموعه ای از محاسبه‌کنندگان خبره در قسمت کار و اقتصاد عمومی در کشورهای عربی تولید نماید.

## نظارت متقابل
دانشگاه کمبریج با اتکا به هیئت امتحانات بین‌المللی CIE و با نظارت بر برنامه تحصیلی، امتحانات تئوری و عملی، منابع و مراجع علمی، سطح امتحانات، نحوه اجرای امتحانات، مشخص کردن سوالات امتحانی مناسب، تصحیح اوراق و جواب امتحانات و نظارت برسیر امتحانات همراه با اتخاذ یک روش کار برای دسترسی به بالاترین و بهترین سطح و معیار بین‌المللی در این زمینه تلاش کرده‌است.
جمعیت محاسبه‌کنندگان قانونی عرب در طول سالیان گذشته به اعتراف بسیاری از کشورهای عربی توانسته‌است به توانایی و سطحی از صلاحیت برسد که در لیست هیئت‌های مورد اعتماد برای دادن گواهینامه محاسبه عربی معتمد ACPA برسد، این گواهینامه به معنی ترخیص و فارغ‌التحصیل شدن این نفرات به عنوان محاسب قانونی در این کشورها می‌باشد. در کشور پادشاهی اردن هاشمی که مقر این جمعیت نیز در آن قرار دارد از خلال قراردادی که این هیئت با این کشور و این جمعیتها دارد مشخص نموده‌است که نفرات بعد از اتمام آموزش می‌توانند به‌سرعت در اردن در کارهای مربوط به این حرفه بکار گرفته شوند، لازم به توضیح است که هیچ گواهی نامه ای معادل این گواهی‌نامه نمی‌باشد.
در این رابطه برای یک همکاری مستمر و دائمی بین جمعیت محاسبه‌کنندگان قانونی عرب و واسطه‌های شغلی تا کنون ۲۸ قرارداد و عهدنامه همکاری بین این جمعیت و دانشگاه‌ها و هیئت‌ها و سازمان‌های آموزشی و آکادمیک با هدف واجد صلاحیت کردن دانشجویان در امتحانات محاسبه بسته‌است.

## عضویت در دیگر هیئت‌ها و جمعیت‌ها
جمعیت محاسبه‌کنندگان قانونی عرب به‌طور فعال و مستمر در تلاش برای محقق کردن تمام نیازها و درخواست‌های تخصصی این کار و برای اینکه صلاحیت دستیابی به جایگاه بین‌المللی این حرفه داشته و دارد و برای همین این جمعیت یکی از فعال‌ترین اعضای هیئت‌ها وسازمان‌های بین‌المللی زیر می‌باشد:
- اتحادیه بین‌المللی محاسبه‌کنندگان
- شواری معیارگذاری محاسبه بین‌المللی
- هیئت متخصصین دولتهای تابع و وابسته به سازمان ملل متحد
- هیئت بین‌المللی برای آموزش و پژوهش محاسبه
- هیئت تعیین صلاحیت محاسبه‌کنندگان بین‌المللی تابع و وابسته به سازمان ملل متحد

این جمعیت از طرف شورای معیارگذاری محاسبه بین‌المللی و اتحادیه بین‌المللی محاسبه‌کنندگان در تهیه و گردآوری معیارهای بین‌المللی محاسبه و معیارهای بین‌المللی برای تهیه گزارش‌های مالی و معیارهای بین‌المللی برای کار تدقیق شرکت می‌نماید و آن‌ها را به زبان عربی ترجمه می‌کند. بنا بر اهمیت موضوع آموزش، مستمر این جمعیت اقدام به تهیه برنامه‌های آموزشی عملی تخصصی در این زمینه و در این رابطه نموده‌است. این جمعیت توانسته‌است برای پیشبرد این برنامه آموزشی با ارگان‌های آکادمیک و حرفه‌ای شناخته‌شده و صاحب صلاحیت مانند دانشکده طلال ابو غزاله برای اداره کارها و دانشگاه اردنی– آلمانی و مجموعه بین‌المللی طلال ابو غزاله و تعداد زیاد دیگری از دانشگاه‌ها و انستیتوهای رسمی و متخصص در این زمینه و برای گسترش آن در کشورهای عربی قرارداد ببندد.